# Rex Harrison

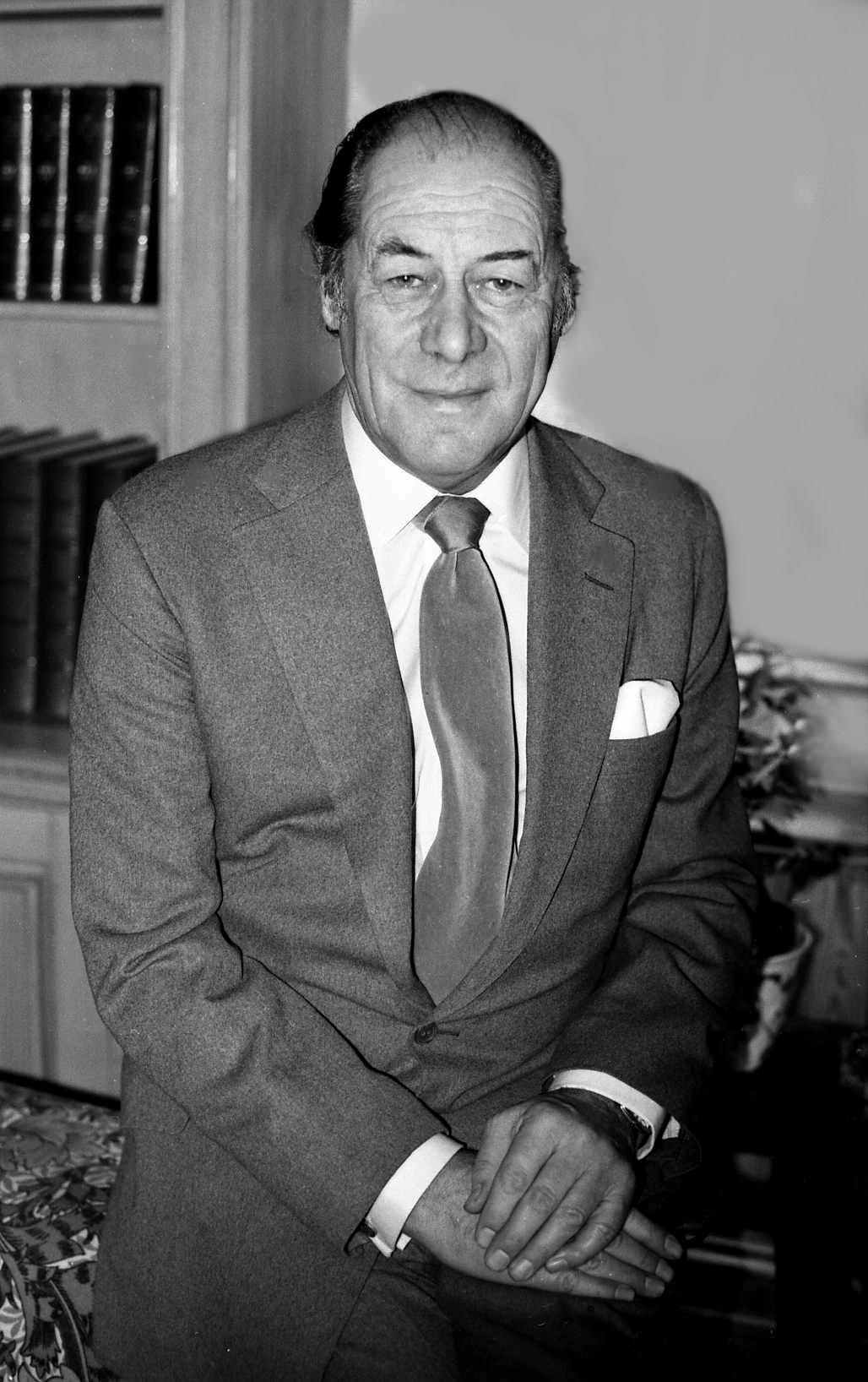
Rex Harrison (1976)

Sir Reginald Carey „Rex“ Harrison (* 5. März 1908 in Huyton, England; † 2. Juni 1990 in New York City) war ein britischer Film- und Theaterschauspieler. Er war ein bedeutender Star des britischen und amerikanischen Kinos zwischen den 1940er- und 1960er-Jahren. 1965 wurde er für seine Darstellung des Professor Higgins im Musicalfilm My Fair Lady mit dem Oscar als bester Hauptdarsteller ausgezeichnet, zuvor hatte er für dieselbe Rolle am Broadway bereits den Tony Award erhalten.

## Werdegang
Rex Harrison wurde 1908 im englischen Lancashire geboren. Er begann seine Karriere im September 1924 im Alter von 16 Jahren am Liverpool Repertory Theatre mit dem Stück Thirty Minutes in a Street. 1930 kam er nach London, spielte an verschiedenen Bühnen und galt bereits mit 28 Jahren als bester Lustspieldarsteller in England. Auf der Bühne wie im Film verkörperte er den Dandy, Charmeur und Frauenheld.
Zum Kinostar in Großbritannien wurde Harrison erst 1945 als Schriftsteller Charles Condomine in Geisterkomödie. In Hollywood konnte er sich in den folgenden Jahren durch Hauptrollen in den Filmen Anna und der König von Siam und Ein Gespenst auf Freiersfüßen etablieren. Trotz weiterer Leinwanderfolge blieb Harrison in den 1950er Jahren vorwiegend Bühnenschauspieler. Am Broadway war er ab 1956 als Professor Henry Higgins in dem Musical My Fair Lady überaus erfolgreich. Bis in die 1980er Jahre war er amerikaweit in dieser Paraderolle zu sehen. Als unerwarteter Bösewicht zeigte er sich 1960 in dem Krimi Mitternachtsspitzen an der Seite von Doris Day.
Mitte der 1960er Jahre zählte Harrison zu den internationalen Spitzenstars. In der Musical-Verfilmung My Fair Lady (1964) trat er neben Audrey Hepburn in seiner bekannten Paraderolle als Professor Higgins auf. 1965 erhielt er dafür den Oscar als bester Hauptdarsteller. Der Film wurde zu einem internationalen Kassenschlager und führte dazu, dass Harrison vom Kinopublikum meist mit der Higgins-Rolle identifiziert wurde.
Er wirkte außerdem in so bekannten Filmen mit wie Cleopatra (1963, als Julius Caesar), Inferno und Ekstase (1965, als Papst Julius II.) oder Doktor Dolittle (1967, in der Titelrolle). Als dieser Film floppte, fanden sich für Harrison kaum noch lohnende Kinorollen.
In den 1970er und 1980er Jahren war der Schauspieler nur noch selten im Kino zu sehen. Zu einem Misserfolg geriet 1982 auch sein letzter Film Zeit zu sterben (Originaltitel: A Time to Die, von Matt Cimber), in dem er einen NS-Juristen und Kriegsverbrecher darstellt, der es in Deutschland fast bis zum Justizminister gebracht hätte, aber von einem rachsüchtigen Ex-GI erschossen wurde.
Rex Harrison starb 1990 im Alter von 82 Jahren an Bauchspeicheldrüsenkrebs. Seine Asche wurde in Portofino und auf dem Forest Lawn Memorial Park verstreut, wo auch seine zweite Ehefrau Lilli Palmer beigesetzt wurde.
Der Spiegel schrieb in seinem Nachruf: „Ein nobler, stilsicherer Komödiant, beherrschte er die Rolle des englischen Gentleman so perfekt, dass sie ihm auch im Leben zur zweiten Natur wurde. Seine Arroganz trug er wie einen Maßanzug, mit eleganter Ironie salopp unterfüttert […]“ Die Queen hatte ihn ein Jahr zuvor in den Ritterstand erhoben.

## Privatleben
1948 wurde Harrisons Name mit dem Selbstmord des Hollywood-Stars Carole Landis in Verbindung gebracht, mit der er ein Verhältnis gehabt haben soll. Als „Sexy Rexy“ wurde er zu einer Lieblingsfigur der Klatschkolumnisten.
Harrison war sechs Mal verheiratet:
- mit Collette Thomas (1934–1940); ein Sohn (Noel Harrison, 1934–2013); (Scheidung; der Name findet sich gelegentlich als Majorie Noel Colette Thomas)
- mit Lilli Palmer (1942–1956); ein Sohn (Rex Carey Alfred Harrison, 1944–2025); (Scheidung)
- mit Kay Kendall (1957–1959)
- mit Rachel Roberts (1962–1971; Scheidung)
- mit Elizabeth Rees-Williams (1971–1975; Scheidung)
- mit Mercia Tinker (1978–1990)

Seine ersten vier Ehefrauen waren Schauspielerinnen. Mit Lilli Palmer ging er 1946 nach Hollywood und machte dort Karriere. Gemeinsam hatten sie auch am New Yorker Broadway Erfolg. 1956 wurde die Ehe geschieden. Mit Kay Kendall war er bis zu deren Tod 1959 verheiratet. Die Ehe mit der Schriftstellerin Mercia Tinker endete mit Harrisons Tod 1990.

## Filmografie

### Kinofilme
- 1930: The Great Game
- 1930: School for Scandal
- 1934: Leave It to Blanche
- 1934: Get Your Man
- 1936: All at Sea
- 1936: Männer sind keine Götter (Men Are Not Gods)
- 1937: Sturm im Wasserglas (Storm in a Teacup)
- 1937: School for Husbands
- 1938: St. Martin’s Lane / Alternativtitel: Sidewalks of London
- 1938: Die Zitadelle (The Citadel)
- 1938: Villa for Sale (Fernsehfilm)
- 1939: Die Millionenbraut (Over the Moon)
- 1939: The Silent Battle
- 1940: Ten Days in Paris
- 1940: Night Train to Munich
- 1941: Major Barbara
- 1945: Geisterkomödie (Blithe Spirit)
- 1945: Die Atlantik-Brücke (I Live in Grosvenor Square)
- 1945: Journey Together
- 1945: Der letzte Sündenfall (The Rake’s Progress)
- 1946: Anna und der König von Siam (Anna and the King of Siam)
- 1947: Ein Gespenst auf Freiersfüßen (The Ghost and Mrs. Muir)
- 1947: Eine Welt zu Füßen (The Foxes of Harrow)
- 1948: Escape
- 1948: Die Ungetreue (Unfaithfully Yours)
- 1951: The Long Dark Hall
- 1952: Das Himmelbett (The Four Poster)
- 1953: Main Street to Broadway
- 1953: This Is London (Kurzfilm, Sprechrolle)
- 1954: Der Talisman (King Richard and the Crusaders)
- 1955: So etwas lieben die Frauen (The Constant Husband)
- 1958: Was weiß Mama von Liebe? (The Reluctant Debutante)
- 1960: Mitternachtsspitzen (Midnight Lace)
- 1961: Rendezvous in Madrid (The Happy Thieves)
- 1963: Cleopatra
- 1964: My Fair Lady
- 1964: Der gelbe Rolls-Royce (The Yellow Rolls-Royce)
- 1965: Michelangelo – Inferno und Ekstase (The Agony and the Ecstasy)
- 1967: Venedig sehen – und erben… (The Honey Pot)
- 1967: Doktor Dolittle (Doctor Dolittle)
- 1968: Fenomenal und der Schatz von Tutanchamun (Fenomenal e il tesoro di Tutankamen) (Cameo-Auftritt)
- 1968: Ein Floh im Ohr (A Flea in Her Ear)
- 1969: Unter der Treppe (Staircase)
- 1977: Der Prinz und der Bettler (The Prince and the Pauper)
- 1978: Shalimar
- 1979: Ashanti
- 1979: Das Geheimnis der eisernen Maske (The 5th Musketeer)
- 1981: Titanic in a Tub: The Golden Age of Toy Boats (Kurzfilm) (Stimme)
- 1982: Zeit zu sterben (A Time to Die)

### Fernsehen
- 1950: The Chevrolet Tele-Theatre (Folge The Walking Stick)
- 1952: Omnibus (Folge The Trial of Anne Boleyn)
- 1953: The United States Steel Hour (Folge  The Man in Possession)
- 1957: The DuPont Show of the Month (Folge Crescendo)
- 1960: Startime (Folge Dear Arthur)
- 1960: Dow Hour of Great Mysteries (Folge  The Datchet Diamonds)
- 1971: Platonov (Fernsehfilm aus der Fernsehreihe BBC Play of the Month)
- 1973: Don Quichotte (The Adventures of Don Quixote, Fernsehfilm aus der Fernsehreihe BBC Play of the Month)
- 1982: Der Eisvogel (The Kingfisher, Fernsehfilm)
- 1985: Great Performances (Folge Heartbreak House)
- 1986: Anastasia (Anastasia: The Mystery of Anna, Miniserie, 2 Folgen)

## Auszeichnungen
- 1949: Tony Award
- 1964: Oscar-Nominierung als bester Hauptdarsteller für Cleopatra
- 1965: Oscar als bester Hauptdarsteller für My Fair Lady
- 1989: Order of the British Empire